# Per-Mickelstjärnen
Per-Mickelstjärnen är en sjö i Hudiksvalls kommun i Hälsingland och ingår i Nianån-Norralaåns kustområde.